# Mararaba (Taraba)
Mararaba – miasto w Nigerii, w stanie Taraba. Według danych szacunkowych na rok 2009 liczy 5446 mieszkańców..